# 杰格佳廖夫卡农村居民点
杰格佳廖夫卡农村居民点（俄语：Дегтярёвское сельское поселение）是俄罗斯联邦布良斯克州苏拉日区所属的一个农村居民点。其下辖有15个居民点，行政中心为杰格佳廖夫卡。据2015年统计，该农村居民点的人口为993人。